# Courbure spatiale
 (novembre 2012).
Si vous disposez d'ouvrages ou d'articles de référence ou si vous connaissez des sites web de qualité traitant du thème abordé ici, merci de compléter l'article en donnant les références utiles à sa vérifiabilité et en les liant à la section « Notes et références ».
En cosmologie, la courbure spatiale représente la courbure de l'Univers (uniquement dans ses dimensions spatiales) dans un modèle homogène et isotrope de type Friedmann-Lemaître-Robertson-Walker. Intuitivement, elle donne une échelle de longueur qui délimite les distances en deçà desquelles l'Univers peut localement être décrit à l'aide d'une métrique euclidienne, c'est-à-dire que les résultats de géométrie dans l'espace usuelle (comme le théorème de Pythagore) restent valables. Dans un tel modèle cosmologique, la courbure spatiale est le seul paramètre géométrique local qui caractérise la structure de l'espace. Comme de coutume en géométrie, la courbure spatiale correspond (au signe éventuel près) à l'inverse du carré du rayon de courbure des hypersurfaces de densité constante existant dans ces modèles[pas clair].

## Les trois types de courbure

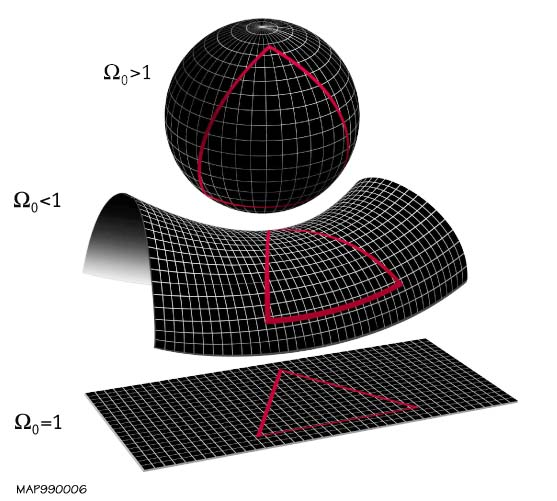
Les trois courbures spatiales possibles. (La 1re image correspond à la courbure spatiale positive, la 2e à la courbure spatiale négative et la 3e à la courbure spatiale nulle.)

Trois cas sont possibles, selon le signe de la courbure :
- Une courbure spatiale nulle décrit un univers plat. Elle correspond à des sections spatiales décrites par la géométrie euclidienne. En particulier, le théorème de Pythagore y est valable, et la somme des angles d'un triangle est égale à 180 degrés.
- Une courbure spatiale positive caractérise un univers fermé. Elle correspond à l'analogue tridimensionnel de la géométrie sphérique ou de la géométrie elliptique. Le théorème de Pythagore n'est plus valable, et la somme des angles d'un triangle est supérieure à 180 degrés. Corollaire, la taille angulaire d'un objet de taille donnée décroît moins vite avec la distance que dans le cas précédent (et augmente même avec la distance pour un objet situé plus proche du point antipodal que de l'observateur). On peut aisément visualiser un espace à deux dimensions de courbure positive constante : il s'agit de la sphère. Son analogue tridimensionnel est en revanche plus difficile à visualiser.
- Une courbure spatiale négative caractérise un univers ouvert. Elle correspond à une géométrie hyperbolique. Le théorème de Pythagore n'est pas valable non plus, et la somme des angles d'un triangle est inférieure à 180 degrés. En conséquence, la taille angulaire des objets décroît plus vite avec la distance que dans les cas précédents. Sur des échelles plus grandes que le rayon de courbure, elle décroît même exponentiellement et non linéairement avec la distance. Un exemple simple en deux dimensions est donné par l'hyperboloïde à une nappe (visuellement, c'est une selle de cheval quand il est plongé dans l'espace à trois dimensions). Encore une fois, il n'est pas facile de visualiser simplement un espace tridimensionnel hyperbolique.

Les représentations visuelles de la courbure ne sont que des visualisations de la courbure à l'aide d'une troisième dimension mais la définition d'une surface bidimensionnelle courbe ne nécessite pas l’existence d'une troisième dimension. Elle est autosuffisante et n’a pas besoin d’être la surface d’autre chose. De même, il n'y a pas besoin d'une quatrième dimension pour définir la courbure d'un espace tridimensionnel.

## Aspects cosmologiques
Les équations de Friedmann relient le paramètre de Hubble {\displaystyle H} à la courbure {\displaystyle K} et la masse volumique {\displaystyle \rho } moyenne de la matière selon la formule
{\displaystyle 3\left({\frac {H^{2}}{c^{2}}}+{\frac {K}{a^{2}}}\right)=8\pi {\frac {G}{c^{2}}}\rho },
où {\displaystyle G} est la constante de Newton, {\displaystyle c} la vitesse de la lumière et {\displaystyle a} le facteur d'échelle. La courbure spatiale (unité : l'inverse du carré d'une longueur) correspond ici à {\displaystyle K/a^{2}}. En introduisant la densité critique {\displaystyle \rho _{\rm {c}}} et le paramètre de densité {\displaystyle \Omega =\rho /\rho _{\rm {c}}}, il est possible de réécrire l'égalité précédente selon
{\displaystyle 1+{\frac {Kc^{2}}{a^{2}H^{2}}}=\Omega =1-\Omega _{K}}.
Le rayon de courbure {\displaystyle R_{c}} des sections spatiales peut donc s'écrire en termes de l'écart à 1 du paramètre de densité et du rayon de Hubble, {\displaystyle R_{H}=c/H} :
{\displaystyle R_{c}={\frac {R_{H}}{\sqrt {|\Omega -1|}}}}
Cette dernière égalité permet de voir quel écart éventuel à 1 du paramètre de densité l'on peut espérer mesurer. Pour que les effets géométriques (liés à la relation entre taille angulaire et distance) soient mesurables du fait d'une courbure non nulle, il faut que le rayon de courbure ne soit pas trop grand par rapport au rayon de l'Univers observable. Dans le modèle standard de la cosmologie, cette dernière est de l'ordre de trois rayons de Hubble. Ainsi, les effets géométriques dus à une courbure spatiale non nulle sont mesurables dès que la quantité 
{\displaystyle 3{\sqrt {|\Omega -1|}}}
n'est pas trop petite devant 1. De façon un peu inattendue, cela prouve que des valeurs de {\displaystyle \Omega } de 0,97 ou 1,03 peuvent être distinguées sans trop de difficulté, quand bien même les incertitudes sur la densité critique et la densité de matière (dont le rapport est égal à {\displaystyle \Omega }) sont importantes.

## Courbure et devenir de l'expansion de l'Univers
Il est parfois dit que le signe de la courbure spatiale détermine le devenir de l'expansion de l'Univers, celui-ci connaissant une expansion éternelle si la courbure est négative ou nulle, ou un arrêt de cette expansion suivi d'un Big Crunch quand la courbure est positive. Cette assertion est erronée, car elle dépend du contenu matériel de l'Univers. Si toutes les formes de matière de l'Univers sont de pression nulle ou négligeable, alors l'assertion précédente est exacte. Dans le cas où l'on a de la matière ordinaire et une constante cosmologique, la situation devient très différente. En particulier, un univers à courbure positive et constante cosmologique positive peut soit être issu d'un Big Bang et finir par se recontracter (quand la constante cosmologique est faible), soit avoir le même passé, mais une expansion éternelle si la constante cosmologique est suffisamment grande, soit être statique (c'est l'univers d'Einstein), soit avoir connu par le passé une phase de contraction, suivie d'une phase de rebond et d'une expansion éternelle (un des cas possibles de l'univers de de Sitter).

## Importance pour les modèles cosmologiques
Le modèle standard de la cosmologie est à l'heure actuelle dominé par l'idée que l'Univers a connu une phase d'expansion extrêmement violente dans son passé, appelée inflation. Ce modèle prédit que les sections spatiales de l'Univers soient euclidiennes, en tout cas sur des échelles de l'ordre de la taille de l'Univers observable. Un écart avéré de la courbure spatiale à la valeur nulle serait considéré comme un argument très fort en défaveur de l'inflation, même si celle-ci pourrait s'accommoder d'un tel résultat, mais en nécessitant des paramètres assez peu naturels.

## Données actuelles
La courbure spatiale de l'Univers est déterminée en analysant les anisotropies du fond diffus cosmologique. Actuellement, les données les plus précises sont celles qui ont été fournies par le satellite Planck en 2013. D'après ces mesures, il y a 95 % de chances pour que :
{\displaystyle -0,0029<1-\Omega =\Omega _{K}<+0,0008}  (où {\displaystyle \displaystyle \Omega \kappa =-{\frac {Kc^{2}}{a^{2}H^{2}}}}).
On ne sait donc toujours pas si l'Univers a une courbure positive, négative ou nulle. Cependant, on peut affirmer que le rayon de l'Univers est supérieur à 19 fois le rayon de Hubble si la courbure de l'Univers est positive et supérieur à 33 fois le rayon de Hubble si la courbure de l'Univers est négative[réf. nécessaire].